# North London Line
De North London Line is een spoorlijn die Richmond upon Thames via het noorden van Londen verbindt met Stratford (tot 2007 North Woolwich). De lijn heeft de vorm van een boog om het stadscentrum en kruist een groot aantal radiale lijnen. De North London Line wordt gebruikt voor goederenvervoer en personenvervoer. Tot 11 november 2007 werden de reizigerstreinen geëxploiteerd door Silverlink. Sindsdien behoren zij tot het net van London Overground.
De North London Line was voor de overname door London Overground de enige regionale spoorlijn die nog op de kaart van de London Underground werd weergegeven. Eerder werden ook de Northern City Line en een deel van de Thameslink op de kaart aangeduid. Daarnaast verscheen de Waterloo & City Line al op de kaart voordat deze in het metronet werd opgenomen.

## Geschiedenis
De North London Line ontstond door samenvoeging van twee lijnen. Het westelijke deel van de lijn, de North London Railway, liep van Richmond via Dalston naar Broad Street (nabij Liverpool Street) en werd geopend in 1869. In het oosten bestond sinds 1878 een spoorlijn van North Woolwich via Stratford naar Palace Gates (later naar Tottenham Hale). In 1979 werd onder de naam CrossTown LinkLine een nieuwe dienst ingesteld tussen North Woolwich en Camden Road, waardoor het gat tussen Stratford en Dalston werd opgevuld. Het nieuwe traject was niet geëlektrificeerd en werd daarom bereden door dieseltreinen. Bij West Ham werd een overstapmogelijkheid op de District Line van de Underground gerealiseerd.
In de jaren 1980 werd station Broad Street gesloten en hield ook de passagiersdienst tussen Tottenham Hale en Stratford op te bestaan. In 1985 werden de North London Railway en de CrossTown LinkLine samengevoegd. De verbinding tussen Dalston en Stratford werd hiervoor geëlektrificeerd.

## Bijzonderheden

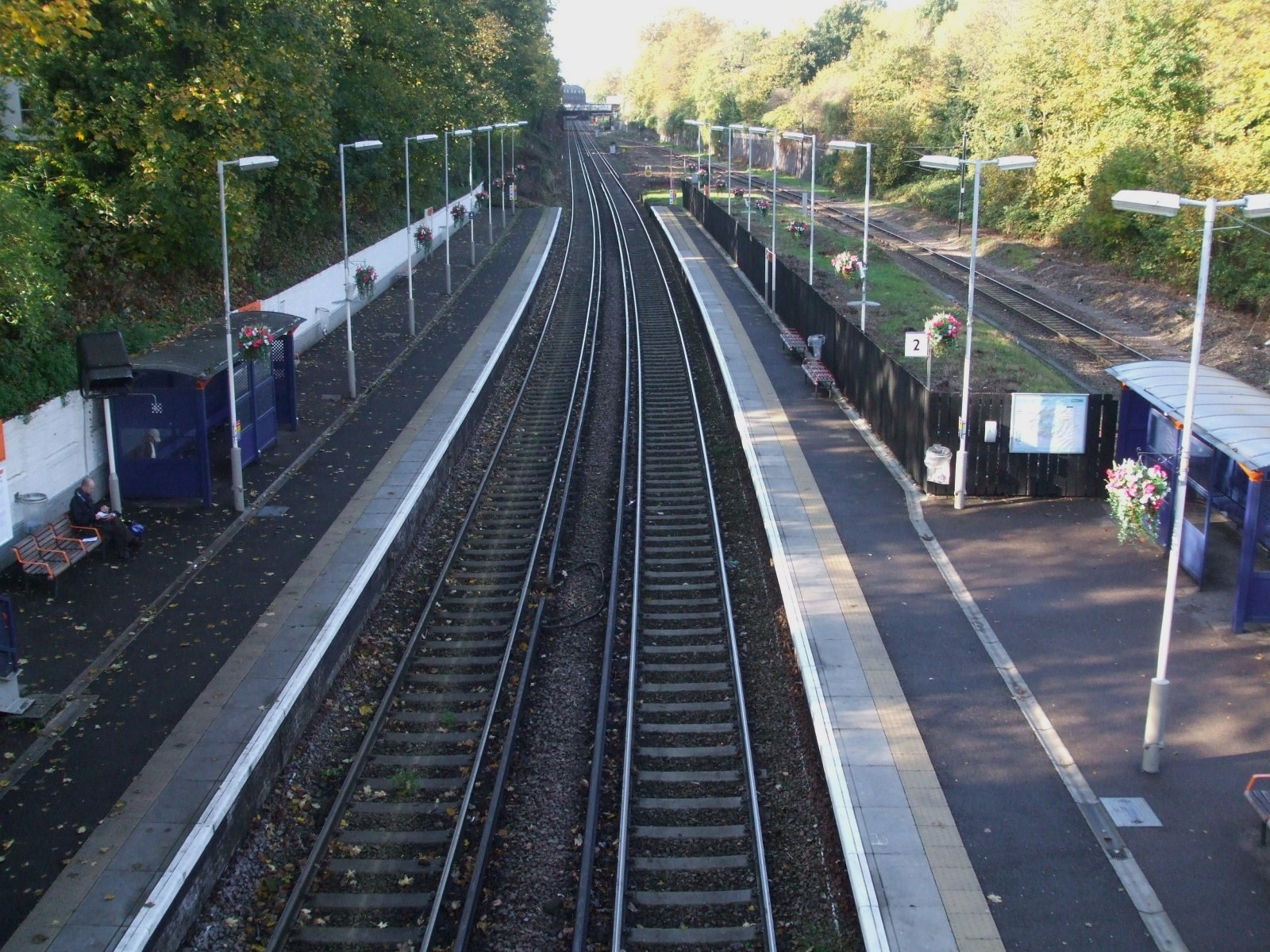
Links met derde rail voor de reizigerstreinen en rechts het goederenspoor met bovenleiding in Canonbury.

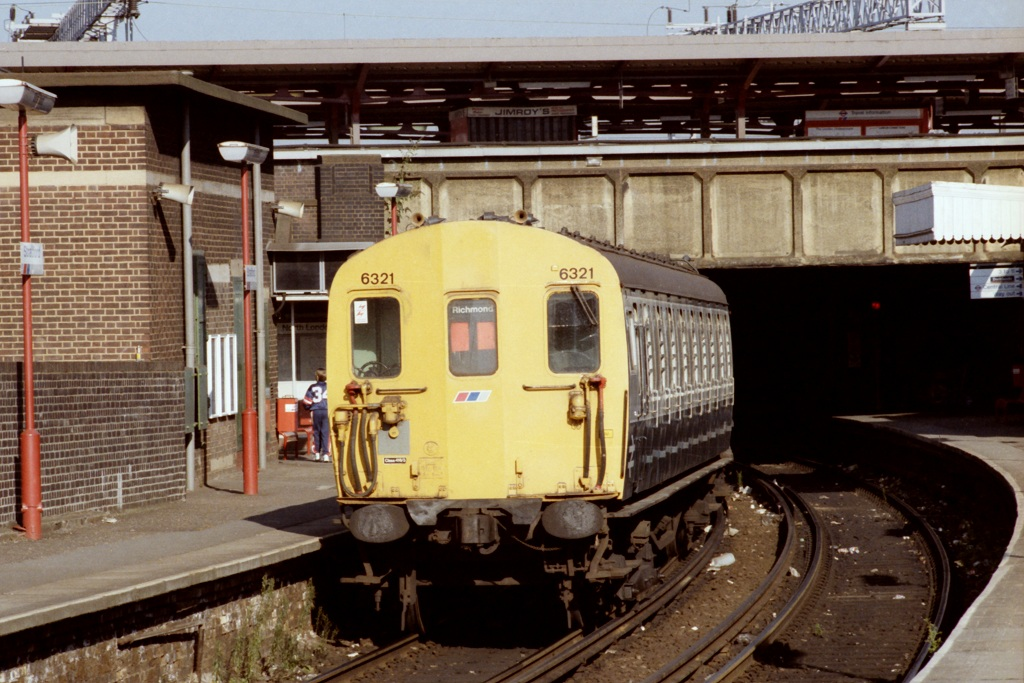
Oude treinstellen met klapdeuren in de tijd dat er alleen met derde rail gereden werd. Hier in Stratford op de NLL sporen die nu omgebouwd worden voor de Docklands Light Railway naar Stratford International.

Ten behoeve van het goederenvervoer is het traject Stratford - Camden Junction geëlektrificeerd met 25 kV door middel van bovenleiding. Dit is de enige verbinding tussen de verschillende met 25 kV geëlektrificeerde spoornetten rond Londen. De lijn heeft vier verschillende stroomsystemen:
- Richmond - Gunnersbury: 750 V gelijkstroom via een stroomrail (met een extra rail voor de retourstroom) volgens het systeem van de Underground, die ook van dit tracé gebruikmaakt (District Line)
- Gunnersbury - Acton Central: 750 V gelijkstroom via een stroomrail
- Acton Central - Camden Road: 25 kV wisselstroom met bovenleiding
- Camden Road - Stratford: dubbele elektrificatie: zowel 25 kV wisselstroom met bovenleiding als 750 V gelijkstroom met stroomrail. Tussen Camden Road en Dalston Kingsland rijden de goederentreinen op aparte sporen met alleen bovenleiding en de reizigerstreinen op eigen sporen met alleen stroomrails. Met het in dienst stellen van de nieuwe perrons in Stratford met bovenleiding werden de stroomrails verwijderd tussen Dalston Kingsland en Stratford.

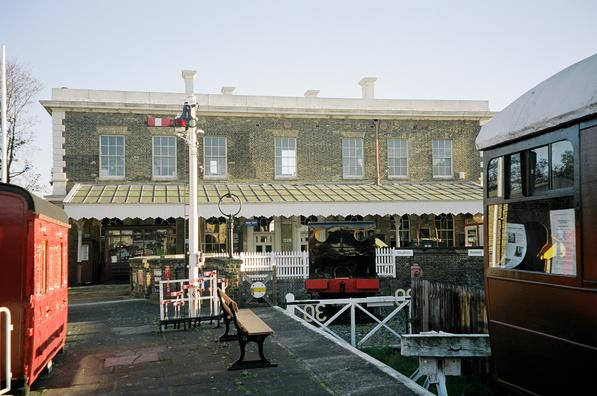
Aan het opgeheven eindpunt "North Woolwich" is al enige jaren een treinenmuseum gevestigd.

Vooral de combinatie van wissel- en gelijkstroom is technisch zeer lastig. De stroomdetectielussen voor de beveiliging zijn namelijk altijd tegengesteld aan de gebruikte tractiestroom. Als er onder wisselstroom gereden wordt, zijn de detectielussen gebouwd met gelijkstroom. De detectielussen moeten elektrisch van elkaar worden geïsoleerd. De retour van de bovenleiding of stroomrail wordt door de rijsporen afgevoerd. De isolatie kan uitgevoerd worden voor ofwel gelijkstroom ofwel wisselstroom maar niet voor beide, want de retourstroom op de rijsporen moet wel mogelijk zijn.
De High Speed 1 heeft een rechtstreekse aansluiting op de North London Line, waardoor HSL-treinen (Eurostar) door kunnen rijden naar de West Coast Mainline, met bestemmingen als Manchester.

## Nieuwe situatie
Eind 2007 is de North London Line overgedragen aan Transport for London, het Londense stadsvervoerbedrijf. Dit maakt het mogelijk de lijn te integreren in het tariefsysteem van het stadsnet. De lijn is opgenomen in de exploitatieconcessie London Overground, die is toegekend aan London Overground Rail Operations Ltd.
Het traject North Woolwich - Stratford is gesloten. Het tracé Stratford - Canning Town is omgebouwd voor de nieuwe Docklands Light Railway-lijn naar Stratford International. Het oude eindpunt in Stratford, gelegen op de doorgaande route, is verplaatst naar een eindstation, gelegen parallel aan de sporen van de hoofdlijn. De oude perrons worden gebruikt voor de DLR-lijn. Tussen Canning Town en North Woolwich is de lijn vervangen door de parallel lopende DLR-tak naar Woolwich Arsenal. Het traject Custom House - North Woolwich wordt opgenomen in Crossrail. Tussen Richmond en Stratford is de lijn opgeknapt. Van de 6 (spitsuren 8) treinen per uur rijden er 4 door naar Richmond en de andere 2 (spitsuren 4) nemen vanaf Willesden Junction de West London Line naar Clapham Junction.
In Dalston Junction is de lijn verbonden met de verlengde East London Line. De treinen van deze lijn rijden sinds 28 februari 2011 door en keren in station Highbury & Islington. De East London Line rijdt op eigen sporen, geëlektrificeerd met 3de rail. Hiervoor werd de vroegere viersporigheid hersteld tussen Camden Road en Canonbury (niet Camden Road zelf). Tussen Stratford en Acton Central rijden de treinen alleen onder de 25 kV bovenleiding. Alle perrons worden geschikt gemaakt om vierrijtuigtreinen te verwerken (nu maximaal drie rijtuigen). De lijn wordt geschikt gemaakt voor het beladingsprofiel W10, zodat 9 ft 6in containers vervoerd kunnen worden op normale goederenwagons.

## Stations
- Richmond
- Kew Gardens
- Gunnersbury
- South Acton
- Acton Central
- Willesden Junction
- Kensal Rise
- Brondesbury Park
- Brondesbury
- West Hampstead
- Finchley Road & Frognal
- Hampstead Heath
- Gospel Oak
- Kentish Town West
- Camden Road
- Caledonian Road & Barnsbury
- Highbury & Islington
- Canonbury
- Dalston Kingsland
- Hackney Central
- Homerton
- Hackney Wick
- Stratford